# 데이비드 웨인 (1969년)

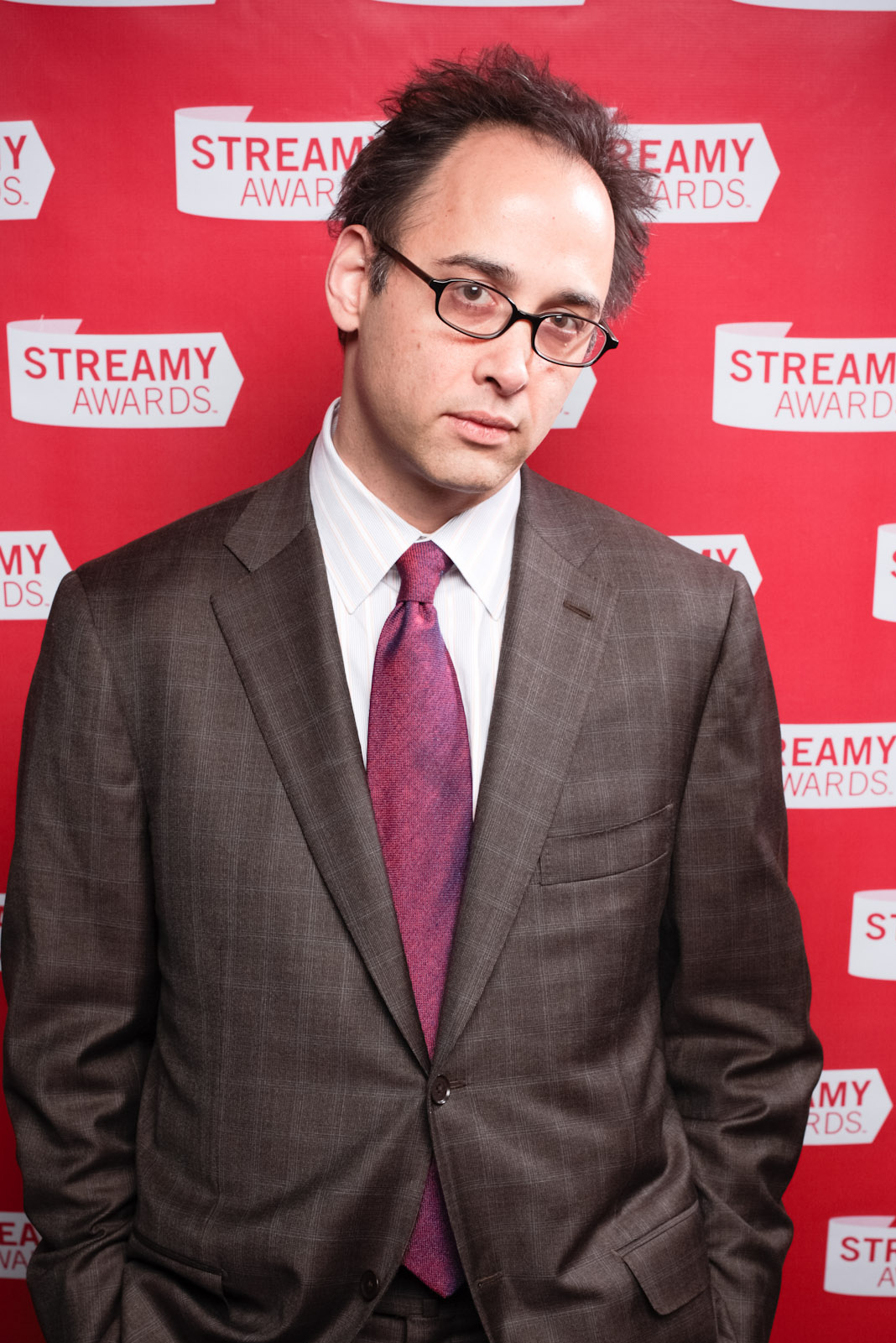

데이빗 웨인(David Wain, 1969년 8월 1일 ~ )은 미국의 영화 감독, 각본가, 영화 프로듀서, 텔레비전 배우, 희극 배우, 작가, 텔레비전 프로듀서, 텔레비전 감독, 성우, 영상 편집자, 영화배우이다.
셰이커하이츠에서 태어났다.

## 영화
- 언더 더 에펠 타워 (2019년)
- 어 퓨틸 & 스투피드 제스처 (2018년)
- 펀 맘 디너 (2017년)
- 브라더 네이처 (2016년)
- 데이 케임 투게더 (2014년)
- 헬베이비 (2013년) - 닥터 마즈든 역
- 댓츠 마이 보이 (2012년)
- 원더러스트 (2012년)
- 땡스 포 쉐어링 (2012년) - 중독자2 역
- 알러뷰 맨 (2009년)
- 아동병원 (2008년)
- 사람 만들기 (2008년)
- 나의 인생 나의 기타 (2008년)
- 슈퍼제일! (2007년)
- 르노 911! - 마이애미 (2007년)
- 더 텐 (2007년)
- 디거스 (2006년)
- 내가 찍은 그녀는 최고의 슈퍼스타 (2006년)
- 백스터 (2005년)
- 지미 키멜 라이브! (2003년) - 게스트 역
- 웻 핫 아메리칸 썸머 (2001년)
- 키핑 더 페이스 (2000년)
- 더 데일리 쇼 위드 존 스튜어트 (1996년) - 게스트 역